# Parafia św. Mela w Esk
Parafia św. Mela w Esk – parafia rzymskokatolicka, należąca do archidiecezji Brisbane.